# Binance
Binance je kryptoměnová burza a směnárna založená v půlce roku 2017. Jejím zakladatelem je čínsko-kanadský podnikatel Changpeng Zhao. Burza má od března 2018 sídlo na Maltě, funguje ve 14 jazykových mutacích a nabízí ke směně více než 149 kryptoměn. Umožňuje také jejich směnu s fiat měnou (americké dolary, libry, koruny atd.). Burza má také svou vlastní kryptoměnu Binance Coin.

## Historie
Kryptoměnová burza Binance vznikla v polovině roku 2017 v Hongkongu. Jejím zakladatelem je Changpeng Zhao. Společnost se ale musela již v září 2017 přemístit kvůli zákazu obchodování s kryptoměnami v Číně do Tokia v Japonsku. V březnu roku 2018 společnost omezily nové regulace japonského a čínského trhu a ona se přesunula na Maltu. Odkud začala rozšiřovat svůj vliv také na evropský trh.
Navzdory své krátké historii se burza těší velmi dobré pověsti. Může za to důvěryhodné jméno zakladatele, Changpeng Zhao, který se v oboru pohybuje již řadu let (pracoval jako vedoucí vývoje Blockchain a je spoluzakladatel společností BijieTech a OKCoin), a také skutečnost, že se burza dosud nestala obětí žádného velkého hackerského útoku, navzdory tomu, že jeden velký pokus proběhl v březnu 2018.
V říjnu 2018 byla burza Binance na 2. místě z pohledu zobchodovaného objemu peněz. Na prvním místě se nacházel BitMEX.
Burza na konci dubna 2021 podporovala 31 různých jazyků včetně češtiny a nabízí více než 149 kryptoměn ke směně. Počet podporovaných jazyků a kryptoměn se postupně rozrůstá.
V červnu 2023 burzu zažalovala Komise pro kontrolu cenných papírů Spojených států. Viní ji z porušení federálních zákonů na cenných papírech.
Na burze Binance si klient může směnit fiat peníze za kryptoměny a zpět, ovšem v některých zemích jsou fiat vklady a výběry omezené.
Pro obchodování s fiatem je potřeba ověřit svůj účet pomocí KYC.

## Platforma Binance
Směnárenské služby jsou uživatelům dostupné prostřednictvím platformy Binance LITE, ty burzovní pak na platformě Binance PRO . Burzovní platforma je kromě standardní varianty dostupná také ve zjednodušeném provedení (Convert).
K obchodování lze u Binance využít pět různých druhů obchodních příkazů: Market, Limit, Stop Limit, Trailing Stop a OCO . V prvním případě se u objednávky vyplní pouze požadované množství měny a po potvrzení se objednávka ihned spáruje s nejlepší dostupnou protinabídkou. U příkazu Limit se vyplní jak množství, tak jeho cena. Tento příkaz však nemusí být nikdy uskutečněn, zejména když zákazník zvolí nepřiměřenou cenu. Příkaz Stop-limit slouží k nákupu nebo prodeji za podmínek, kdy měna dosáhne určité ceny. Příkaz Trailing Stop je limitní objednávka s "odloženým startem" a poslední z příkazů, OCO (One Cancels The Other) je kombinací příkazů Limit a Stop Limit.
K samotnému obchodování stačí jednoduchá registrace a následné vložení potřebného množství kryptoměn na účet Binance. Tento vklad se uskutečňuje v záložce Funds, kde klient klikne na Deposit. Na následující stránce zvolí kryptoměnu, kterou na účet požaduje poslat. Tím obdrží veřejnou adresu peněženky, kam pošle požadovaný obnos kryptoměny.